# Comuna Tătulești, Olt
Tătulești este o comună în județul Olt, Muntenia, România, formată din satele Bărbălăi, Lunca, Măgura, Mircești, Momaiu și Tătulești (reședința).

## Demografie
Componența etnică a comunei Tătulești
     Români (95,03%)
     Alte etnii (0%)
     Necunoscută (4,97%)
Componența confesională a comunei Tătulești
     Ortodocși (94,42%)
     Alte religii (0,41%)
     Necunoscută (5,17%)
Conform recensământului efectuat în 2021, populația comunei Tătulești se ridică la 986 de locuitori, în scădere față de recensământul anterior din 2011, când fuseseră înregistrați 1.088 de locuitori. Majoritatea locuitorilor sunt români (95,03%), iar pentru 4,97% nu se cunoaște apartenența etnică. Din punct de vedere confesional, majoritatea locuitorilor sunt ortodocși (94,42%), iar pentru 5,17% nu se cunoaște apartenența confesională.

## Politică și administrație
Comuna Tătulești este administrată de un primar și un consiliu local compus din 9 consilieri. Primarul, Dan Vasile[*], de la Partidul Social Democrat, este în funcție din 2016. Începând cu alegerile locale din 2024, consiliul local are următoarea componență pe partide politice:
|  | Partid                    | Consilieri | Componența Consiliului | Componența Consiliului | Componența Consiliului | Componența Consiliului | Componența Consiliului |
|  | ------------------------- | ---------- | ---------------------- | ---------------------- | ---------------------- | ---------------------- | ---------------------- |
|  | Partidul Social Democrat  | 5          |                        |                        |                        |                        |                        |
|  | Partidul Național Liberal | 3          |                        |                        |                        |                        |                        |
|  | Uniunea Salvați România   | 1          |                        |                        |                        |                        |                        |

## Personalități
- Gavril Constantinescu
- Veronika Petrovici